# Poljska na Dječjoj pjesmi Eurovizije
Poljska je tri puta sudjelovala na Dječjoj pjesmi Eurovizije. 

## Predstavnici
- 2003.: Katarzyna Żurawik | Coś Mnie Nosi | 16. mjesto (3 boda)
- 2004.: KWADro | Łap Życie (uhvati život) | 17. mjesto (3 boda)
- 2016.: Olivia Wieczorek | Nie zapomnij | 11.mjesto (60 bodova)